# Little Lunch
Little Lunch é uma série de televisão de comédia de mocumentário infantil australiana que foi ao ar pela ABC Me em 2015. A série de 28 episódios de 15 minutos é baseada nos livros escritos por Danny Katz e ilustrados por Mitch Vane. A série foi adaptada para a televisão por Robyn Butler e Wayne Hope. Em Portugal, é exibido em dobragem portuguesa pela RTP2 com o nome O Pátio.

## Elenco
- Flynn Curry	...	 Rory
- Olivia Deeble	...	 Tamara
- Madison Lu	...	 Melanie
- Oisín O'Leary	...	 Battie
- Faith Seci	...	 Debra-Jo
- Joshua Sitch	...	 Atticus
- Heidi Arena	...	 Mrs. Gonsha